# Marina Punat
Marina Punat je najstarija marina u Hrvatskoj, osnovana 1964. godine u Puntu.

## Povijest
Marina se,  prije    56 godina,  razvila na bogatoj brodograditeljskoj tradiciji, u okrilju jednog od najstarijih brodogradilišta u drvu (Brodogradilište Punat posluje od 1922.). Smještena je u prirodno zaštićenoj Puntarskoj dragi gdje se još od 1984., svake godine organizira međunarodna regata krstaša „Croatia Cup“. To je bila prva marina na istočnoj obali Jadrana.
U početku marina je imala 10 vezova na jednoj drvenoj rivi, a danas je to moderna nautička luka s više od 1200 brodova. Marina Punat je prva hrvatska marina kojoj je dodijeljeno priznanje Plava zastava za visoku kvalitetu turističke usluge i očuvanje okoliša. To priznanje se dodjeljuje svake godine, a Marina Punat je dobiva uzastopce od 1998. godine. Usto marina ima certifikat ISO 9001:2015 za područje usluga u nautičkom turizmu te certifikat ISO 14001 za zaštitu i očuvanje okoliša – jedina na jadranskoj obali.
U marini ima mjesta za 800 brodova u moru i oko 400 mjesta na kopnu. Motorni brodovi do 10 m smješteni su u suhoj marini Brodica.
Marina raspolaže cijelim nizom usluga namijenjenim nautičarima, od raznih servisa i iznajmljivanja plovila do gastronomske ponude i opskrbe.

## Priznanja i nagrade
Marina Punat je dobitnica mnogih značajnih priznanja i već je više puta proglašena najboljom hrvatskom marinom.

## Vanjske poveznice
- Službena stranica